# Blindicide RL-101
Blindicide RL 101 — бельгийский гранатомёт. Применяется для разрушения укреплений и укрытий, а также для поражения бронированной техники.
Огонь ведётся кумулятивными снарядами. Blindicide RL 101 имеет плечевой упор, сошку. Прицел — рамочный.
Гранатомёт оснащён защитой для глаз стрелка.